# Detective Comics
Detective Comics is de comicreeks waarin een personage genaamd Batman in 1939 voor de allereerste keer opdook. Bedenker Bob Kane introduceerde Vleermuisman, zoals hij in Nederland eerst genoemd werd, in deel 27. De serie loopt anno 2020 nog steeds.
Behalve Batman zagen ook veel van de personages die tegenwoordig de cast vormen van de vele Batmancomics, -films, -series en tekenfilms in Detective Comics voor het eerst het levenslicht. Bijvoorbeeld Robin (in deel 38), Penguin (deel 58), Two-Face (deel 66), en de Riddler (deel 140).
Mits in goede staat, zijn deze delen van Detective Comics tegenwoordig voor veel speculanten en verzamelaars vele duizenden dollars waard. Detective Comics 27 is de op-één-na meest waardevolle comic ter wereld, na Action Comics 1.